# Перегрузочный
Перегрузочный (бел. Перагрузачны) — посёлок и бывшая железнодорожная станция в Липиничском сельсовете Буда-Кошелёвского района Гомельской области Белоруссии.

## География

### Расположение
В 23 км на северо-запад от Буда-Кошелёво, 68 км от Гомеля.

## Транспортная сеть
Транспортные связи по просёлочной, затем автомобильной дороге Жлобин — Гомель. Застройка деревянная усадебного типа.

## История
Основан в 1930-х годах при торфопредприятии «Белицкое» и железнодорожной станции «Перегрузочная». Современное название присвоено посёлку Указом Президиума Верховного Совета БССР от 21 января 1969 года.
До 16 декабря 2009 года в составе Буда-Люшевского сельсовета.

## Население

### Численность
- 2004 год — 6 хозяйств, 7 жителей.

### Динамика
- 1959 год — 55 жителей.
- 2004 год — 6 хозяйств, 7 жителей.